# Nicolae Iorga
Nicolae Iorga (de vegades Neculai Iorga, Nicolai Jorga o Nicola Jorga, nascut Nicu N. Iorga; 17 de gener de 1871 – 27 de novembre de 1940) va ser un historiador romanès, polític, crític literari, escriptor de memòries, poeta i dramaturg. Cofundador (el 1910) del Partit Nacionalista Democràtic (PND), va exercir com a membre del Parlament, President de l'Assemblea de Diputats i del Senat, fou ministre del gabinet i breument (1931-1932) com a primer ministre. Fou nen prodigi, gran pensador i políglota, Iorga va produir una inusual gran quantitat de treballs acadèmics, consagrant la seva reputació internacional com un medievalista, bizantinista, llatinista, eslavista, historiador de l'art i filòsof de la història. La celebració de les posicions d'ensenyament a la Universitat de Bucarest, la Universitat de París i diverses altres institucions acadèmiques, Iorga va ser fundador del Congrés Internacional d'Estudis Bizantins i de l'Institut d'Estudis del Sud-est d'Europa. La seva activitat també inclou la transformació de la ciutat Vălenii de Munte en un centre cultural i acadèmic.
En paral·lel amb les seves contribucions científiques, Nicolae Iorga va ser un prominent activista de centredreta, una teoria política pont entre conservadorisme, nacionalisme i l'agrarisme. Va canviar dels inicis marxistes a convertir-se en un deixeble rebel del moviment Junimea. Iorga més tard es va convertir en una figura líder de Sămănătorul, la influent revista literària amb inclinacions populistes, i va militar en la Lliga Cultural per la Unitat de tots els Romanesos, va ser fundador de publicacions conservadores com Neamul Românesc, Drum Drept, Cuget Clar i Floarea Darurilor. El seu suport a la causa ètnica dels romanesos a Àustria-Hongria li va fer una figura prominent pro-Entesa durant l'època de la Primera Guerra Mundial, i li va assegurar un paper polític especial durant l'existència de la Gran Romania d'entreguerres. Iniciador de campanyes a gran escala per defensar la cultura romanesa enfront de les amenaces percebudes, Iorga va provocar més controvèrsia amb la seva retòrica antisemita, i va ser durant molt temps assessor de l'ideòleg de la ultradreta A. C. Cuza. Era un adversari dels liberals nacionals dominants, més endavant implicat amb el Partit Nacional Romanès que era a l'oposició.
Al final de la seva vida, Iorga es va oposar a la Guàrdia de Ferro, de caràcter feixista i, després de molta oscil·lació, va venir a ratificar el seu rival el rei Carles II. Involucrat en una disputa personal amb el líder de la Guàrdia, Corneliu Codreanu Zelea, qui indirectament va contribuir a l'assassinat de Nicolae. Iorga va ser una figura prominent en el partit corporativista i autoritari de Carles, el Front de Renaixement Nacional. Va romandre com a veu independent en l'oposició després que la Guàrdia inaugurés la seva pròpia dictadura amb l'Estat Nacional Legionari, fins que finalment va ser assassinat per un comando de la Guàrdia.